# Владиславув (Пясечинський повіт)
Владиславув (пол. Władysławów) — село в Польщі, у гміні Лешноволя Пясечинського повіту Мазовецького воєводства.
Населення — 379 осіб (2011).
У 1975-1998 роках село належало до Варшавського воєводства.

## Демографія
Демографічна структура станом на 31 березня 2011 року:
|          | Загалом | Допрацездатний вік | Працездатний вік | Постпрацездатний вік |
| -------- | ------- | ------------------ | ---------------- | -------------------- |
| Чоловіки | 190     | 50                 | 130              | 10                   |
| Жінки    | 189     | 50                 | 116              | 23                   |
| Разом    | 379     | 100                | 246              | 33                   |